# 七宗罪
七宗罪（拉丁語：septem peccata mortalia），或称七罪宗、七大罪或七原罪，屬於天主教教义中对人類惡行的分類。归入这一类别的，能够直接形成其他不道德的行为或习惯。现在七宗罪一般指傲慢、嫉妒、憤怒、怠惰、贪婪、暴食、色欲。
最初，受過希臘神學及哲學的修士埃瓦格里烏斯·龐帝古斯定義出八種損害個人靈性的惡行，分別是暴食、色欲、貪婪、憂鬱、憤怒、怠惰、虛榮及傲慢。龐義伐觀察到當時的人們逐漸變得自我中心，尤以傲慢為甚。六世紀後期，教宗額我略一世將那八種罪行減至七項罪行，將虛榮併歸入傲慢；憂鬱併歸入怠惰，並加入嫉妒。他的排序準則在於對愛的違背程度。其順次序為：傲慢、嫉妒、憤怒、怠惰、貪婪、暴食及色欲。13世紀，道明會神父聖多瑪斯·阿奎納按照天主教教義中的「按聖若望·加西央和聖大額我略的見解，分辨出教徒常遇到的重大惡行」，提出了现在的七宗罪。「重大」在這裏的意思在於這些惡行會引發其他罪行。

## 緣由
四世紀的僧侶埃瓦格里烏斯·龐帝古斯列出了原版的八個宗罪，聖若望·卡西安在他許多著作中引述了翻譯成拉丁文的這份列表，於是成為西方天主教傳統品德教導的一部分。
西元590年，教宗額我略一世修改了這個清單，形成了今日比較通用的列表。 教宗合併了哀慟與怠惰、虛榮與傲慢，並新增了忌妒(拉丁語：invidia)。值得一提的是，猶太教經典米書拿第四卷中(Pirkei Avot 2:16, 3:14, 4:28)，所描述的「從世上翦除一個人」的特徵與教宗額我略一世的清單完全一致。多瑪斯·阿奎那在《神學大全》中支持葛利果，英國聖公宗、路德宗和衛理公會等新教教派也保留了這個列表的內容，如葛培理等當代宗教家也明述了這七大罪。

## 與神曲的關連
| 中文 | 拉丁文 | 英文 |
| ---- | ------ | ---- |
| 傲慢 |        |      |
| 嫉妒 |        |      |
| 憤怒 |        |      |
| 怠惰 |        |      |
| 貪婪 |        |      |
| 暴食 |        |      |
| 色欲 |        |      |

但丁在《神曲》裡根據惡行的嚴重性順序从轻到重排列七宗罪，其次序為：
- 第七大罪：「色欲」——放縱自己的慾望，只重視肉體的滿足，忽略心靈的溝通交流。

色欲是指過於強烈的、不合乎道德的慾望。對性愛的渴望，對刺激的追求，均屬於色欲之罪。亂摸私處、強姦、雞姦等，都是色欲最極端的罪行。（但丁的標準是“過份愛慕對方”，而這樣便會貶低了神對人們的愛。）
- 第六大罪：「暴食」——浪費食物，沉迷享乐。

狹義的觀點認為「暴食」等於浪費食物。從廣義來說，就是指「沉迷」於某事物，如酗酒、濫用藥物、屯積不必要的物品、沉溺於賭博玩樂而不思進取等。（但丁的觀點是“過份貪圖逸樂”。）
- 第五大罪：「貪婪」——希望佔有比所需更多的事物。

尤其是指金錢或權力的過份追求。聖多瑪斯·阿奎納認為貪婪是「背向神的罪惡，正如所有朽壞的罪惡一樣，是人為了會腐敗的東西，放棄永恆的東西。」與貪婪有關的罪包括偷竊、打劫、貪腐、叛國等。（但丁的觀點是“過度熱衷於尋求金錢上或權力上的優越”。）
- 第四大罪：「怠惰」——逃避现实、無責任心及浪費時間。

怠惰被宣告為有罪是因為：
1. 其他人需更努力工作以填補缺失。
2. 該做的事情還沒有做好，對自己是百害而無一利。

（從但丁的神學觀念上去看，怠惰是“未能全心愛天主，未能全副精神愛天主，未能盡全人之心靈愛天主”，具體來說包括怠惰、怯懦、容易滿足及無責任感。）
- 第三大罪：「憤怒」——憎恨他人。

產生無理的憤怒，對人復仇。在律法所賦與的權力以外，行使懲罰他人的意慾亦被歸作憤怒。歧視、過份的警戒心、對他人有傷害的意圖也算是暴怒。（但丁描述為“以正義作掩飾，把對公義的愛護歪曲為復仇和憎恨”。）
- 第二大罪：「嫉妒」——因對方所擁有的資產比自己豐富而惱恨他人。

嫉妒跟貪婪一樣，是一種因為不能滿足的欲望而產生的罪惡。貪婪通常跟物質財產有關，而嫉妒則跟其他方面有關，例如愛情，或他人的成功。（但丁說：“对自己资产的喜爱变质成了忌恨其他更美好事物的拥有者的欲望”。）
- 第一大罪：「傲慢」——最嚴重的罪惡，包括對天主不敬、對他人凶殘。

《聖經》在路加福音4:5-8記載：路西法是這世界的統治者，路西法也曾以他所統治的世界榮耀試探耶穌，這顯示路西法擁有全世界的政治權柄。僅在舊約有提到：天主明令人類不可食用智慧之樹的果實，路西法為了摧毀天主的創造物，化為蛇引誘人類犯罪，導致人類被逐出伊甸園，從此必須忍受寒冷與飢餓。後來其他人的小說寫作內容借用以作為撒殫代表：傲慢被認為是七宗罪中最原始，最嚴重的一項，因為路西法擁有統治世界的權力，而濫用權力正是一種傲慢。
四世紀當時的埃及修士庞帝古斯（Ponticus）主教把这些罪行定为八种“致命的激情”，而在東正教方面，这些冲动仍然被描述为“致命的激情” 而不是深藏在他们体内的罪孽。而主动迎接这些“激情”或拒绝与这些“激情”对抗的人在正统基督徒道德神学方面是被定位成有罪的。
四種基本美德和神學三美德合稱為七德行。

## 神學論述
各種罪行其實環環相扣，所以各种各样的动机也被假设成是与各种罪行相连。例如驕傲（過度迷戀自己）其實暗示了暴食（過份消耗或浪費食物），其餘各種罪行亦有相同的連繫。每種罪行其實在表現出自視比天主更重要，因而未能全心全意全神地投入去愛天主。学者和神学家们也利用了属性（attribute）和原因（substance）设立图解（schema）来解释这些罪行。

### Saligia
如上文所述，七宗罪在拉丁語中為：“superbia”（傲慢）、“invidia”（嫉妒）、“ira”（憤怒）、“accidia”（怠惰）、“avaritia”（貪婪）、“gula”（暴食）、“luxuria”（色慾）。在重新排列后，它們的第一個字母可以形成中世紀拉丁語“saligia”，衍生出其動詞“saligiare”（犯下七宗罪）。

## 天主教七美德
相對於七宗罪，天主教列出了七美德。
| 罪行             | 美德               |
| ---------------- | ------------------ |
| 色慾（Lust）     | 貞潔（Chastity）   |
| 暴食（Gluttony） | 節制（Temperance） |
| 贪婪（Greed）    | 慷慨（Charity）    |
| 懒惰（Sloth）    | 勤勉（Diligence）  |
| 愤怒（Wrath）    | 耐心（Patience）   |
| 嫉妒（Envy）     | 寬容（Kindness）   |
| 傲慢（Pride）    | 謙虛（Humility）   |

## 與惡行相呼應的惡魔
1589年的惡魔學學者開始把每種罪行和惡魔聯繫在一起，代表各種罪行的惡魔會引誘擁有相同罪行的人。根據Binsfeld說法上進行的分類，其配對如下：
| 大罪 | 對應惡魔                                          | 魔獸                      |
| ---- | ------------------------------------------------- | ------------------------- |
| 傲慢 | 路西法（Lucifer）⟨墮天使之首、伊甸園之蛇⟩         | 獅鷲、獅、孔雀、蝙蝠      |
| 嫉妒 | 利維坦（Leviathan）⟨扭曲、漩渦的化身⟩             | 人魚、蛇、犬、貓          |
| 憤怒 | 薩麥爾（Samael）⟨憤怒、暴怒化身⟩                  | 獨角獸、龍 (西方)、狼、猿 |
| 怠惰 | 貝爾芬格（Belphegor）⟨原亞述的魔神，狂歡的狡辯者⟩ | 不死鳥、熊、牛、騾        |
| 貪婪 | 瑪門（Mammon）⟨財寶和貪婪的錯誤之神⟩              | 哥布林、狐、針鼴、烏鴉    |
| 暴食 | 別西卜（Beelzebub）⟨蒼蠅君主，聖經中的「鬼王」⟩   | 塞爾伯洛斯、豚、虎、蠅    |
| 色欲 | 阿斯摩太（Asmodeus）⟨激怒或色慾的魔神始祖⟩        | 魅魔、山羊、蠍、兎        |

必须要说明的一点是，这种对应关系虽然成为了不少娱乐作品的创作来源，但天主教并未将其视为正统神学。據說，這七位魔王是與天主相對的力量的邪惡、黑暗之源，同時也是大紅龍的化身和天主的黑暗面，被視為七魔一體，並將罪惡與疫病散布至人間。直到世界末日時，便會統領著地獄數以萬計的強大魔鬼和背叛天主的墮天使們，向全能的天主發起挑戰，曾經是天主座前的熾天使，後來因為種種各自的原因，而墮落成統治著地獄魔鬼和對抗天主的萬魔之主。

## 現代
2008年3月，聖座發表現代社會的新七宗罪，分別為基因改造、人體實驗、環境污染、社會不公義、令人貧困、貪財無度、自甘墮落。

## 外部連結
- 德行於罪行的比對（页面存档备份，存于）
- 七宗罪問答（页面存档备份，存于）：為甚麼七宗罪屬死罪
- 七宗罪問答（页面存档备份，存于）
- DeadlySins.com（页面存档备份，存于）：歷史上對七宗罪的觀點
- 七宗罪的权威名单：聖多瑪斯·阿奎納的神學論文中對七宗罪的反思
- （页面存档备份，存于）